# Noferuptah
Noferuptah vagy Ptahnoferu (nfr.w-ptḥ; jelentése: „Ptah szépsége/jósága”) ókori egyiptomi hercegnő a XII. dinasztia idején. III. Amenemhat leánya, Szobeknoferuré testvére. Élete vége felé neve előfordul kártusba írva, ami hercegnőknél korábban nem fordult elő;  lehetséges, hogy leendő uralkodóként tekintettek rá. Végül azonban nem ő követte apját a trónon (talán fiatalon meghalt), hanem IV. Amenemhat, akiről vitatott, hogy a testvére volt-e, őt pedig III. Amenemhat másik leánya, Szobeknoferuré.
Eredetileg valószínűleg apja hawarai piramiskomplexumába temették, szarkofágja III. Amenemhat sírkamrájában állt. Később saját piramist kapott ettől délre, itt találták meg érintetlen temetkezését 1956-ban, köztük ékszereket, három ezüstvázát, illetve a gránitszarkofágot, benne két egymásba helyezett fakoporsó maradványaival; a külsőnek az aranyborítását ugyanolyan feliratok szerepelnek, mint Hatsepszut királynő szarkofágján háromszáz évvel később. A leletek ma a kairói Egyiptomi Múzeumban találhatóak. Ábrázolják egy domborművön Medinet Maadiban, apja mellett állva; egy szobron Elephantinéban, valamint apja egy sinxén; sírját említi egy Káhúnban talált papirusz.

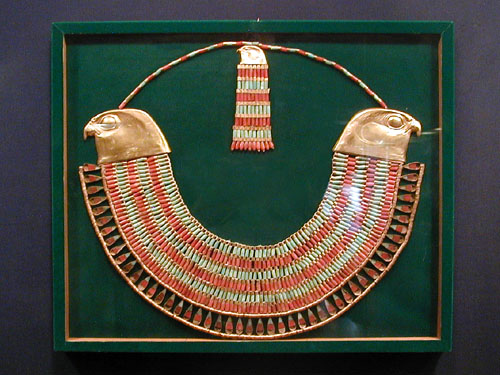
Noferuptah nyakéke (arany, karneol és földpát)